# Deens kampioenschap wielrennen op de weg

Deense kampioenentrui

Het  Deens kampioenschap wielrennen op de weg is in de vier onderdelen wegwedstrijd en individuele tijdrit bij zowel de mannen als de vrouwen een jaarlijkse georganiseerde wielerwedstrijd waarin om de nationale titel van Denemarken wordt gestreden. De kampioen mag een jaar lang rijden in een trui met de vlag van Denemarken in de categorie waarin de trui is behaald.
De wedstrijd werd voor het eerst verreden in 1987 met aan de start niet alleen Denen, maar ook Zweden en Noren. Pas sinds 1989 wordt de wedstrijd alleen gereden door Denen.

## Mannen

### Wegwedstrijd

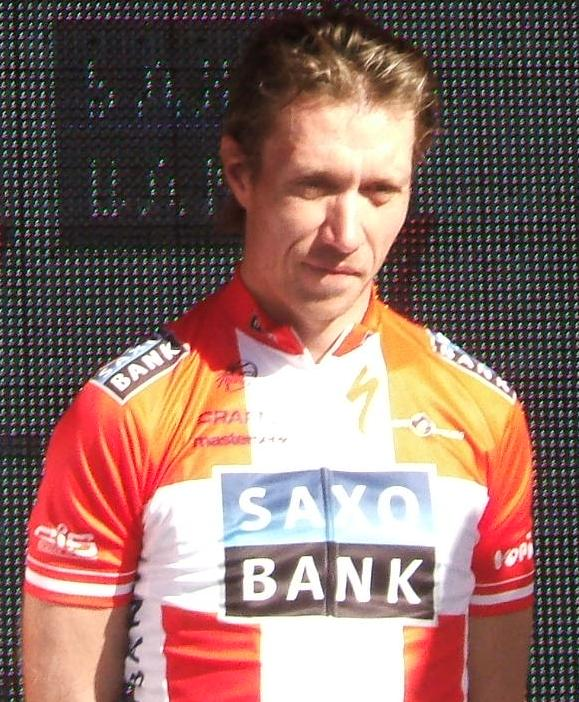
Nicki Sørensen won in 2003, 2008, 2010 en 2011

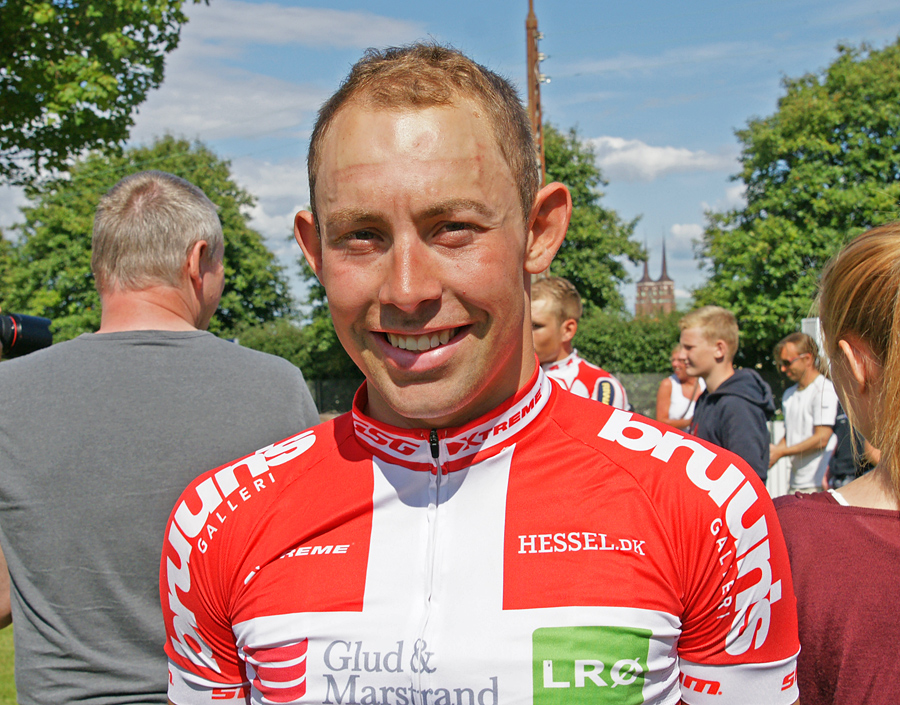
Sebastian Lander won in 2012

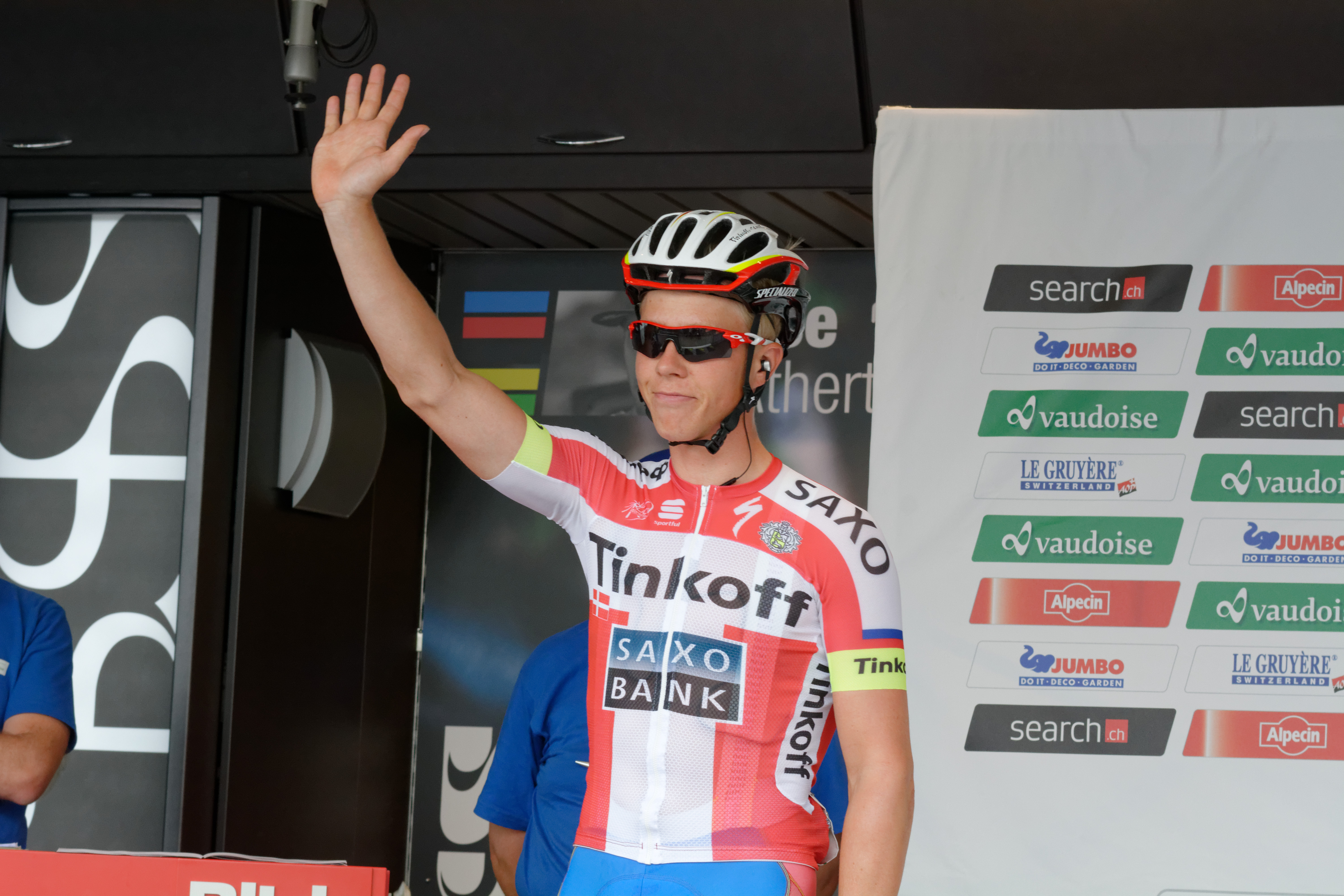
Michael Valgren won in 2014

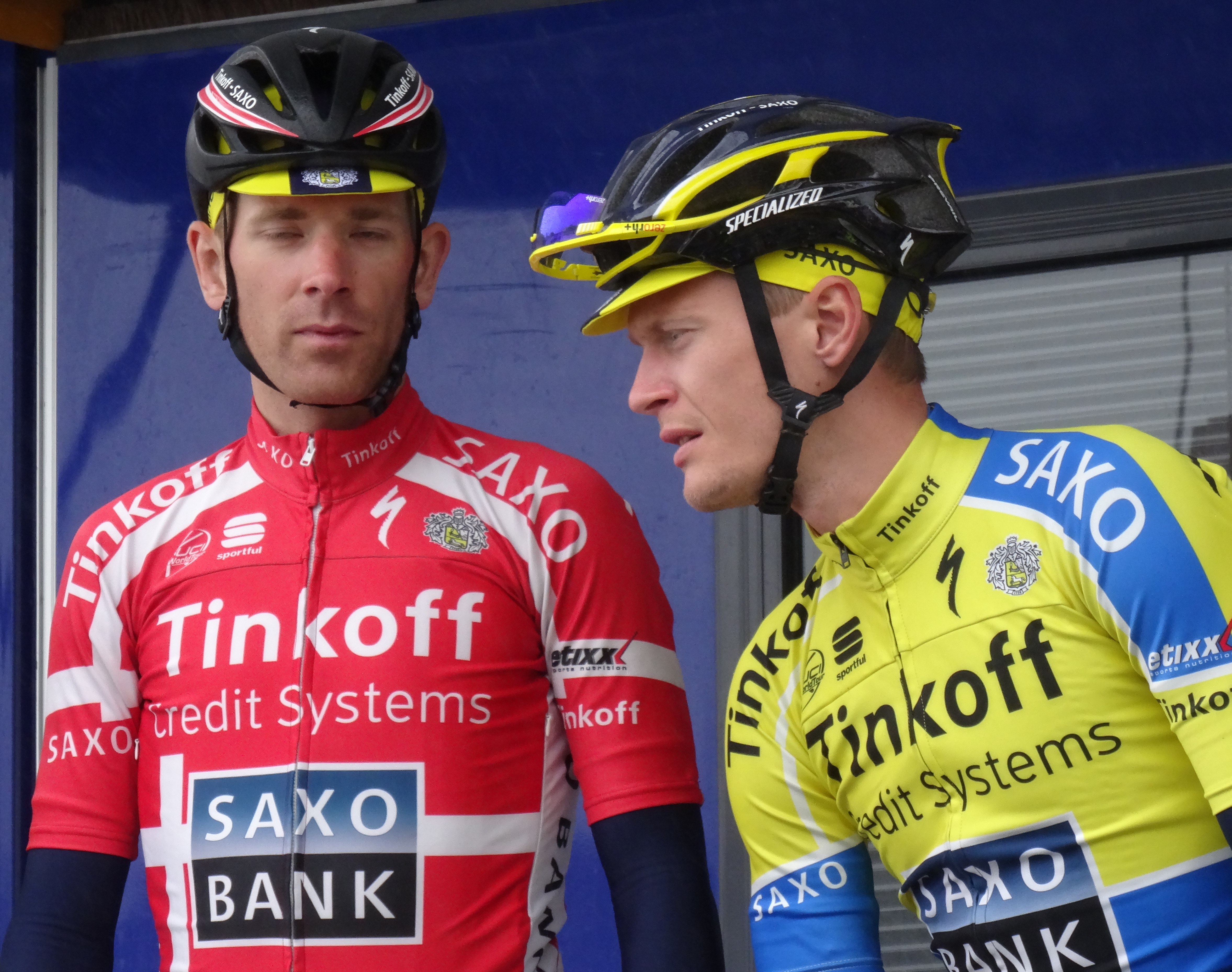
Michael Mørkøv won in 2013, 2018 en 2019

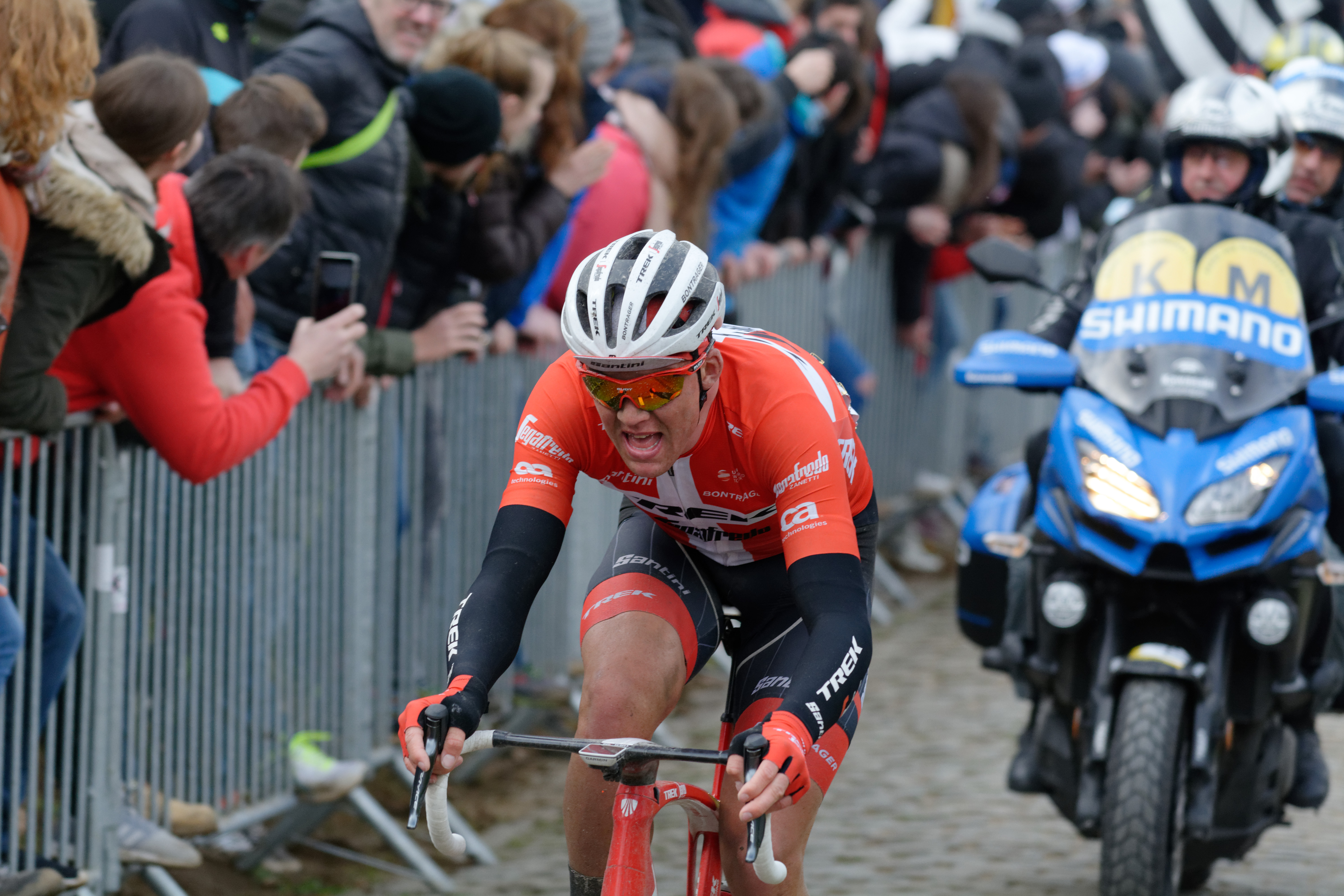
Mads Pedersen won in 2017

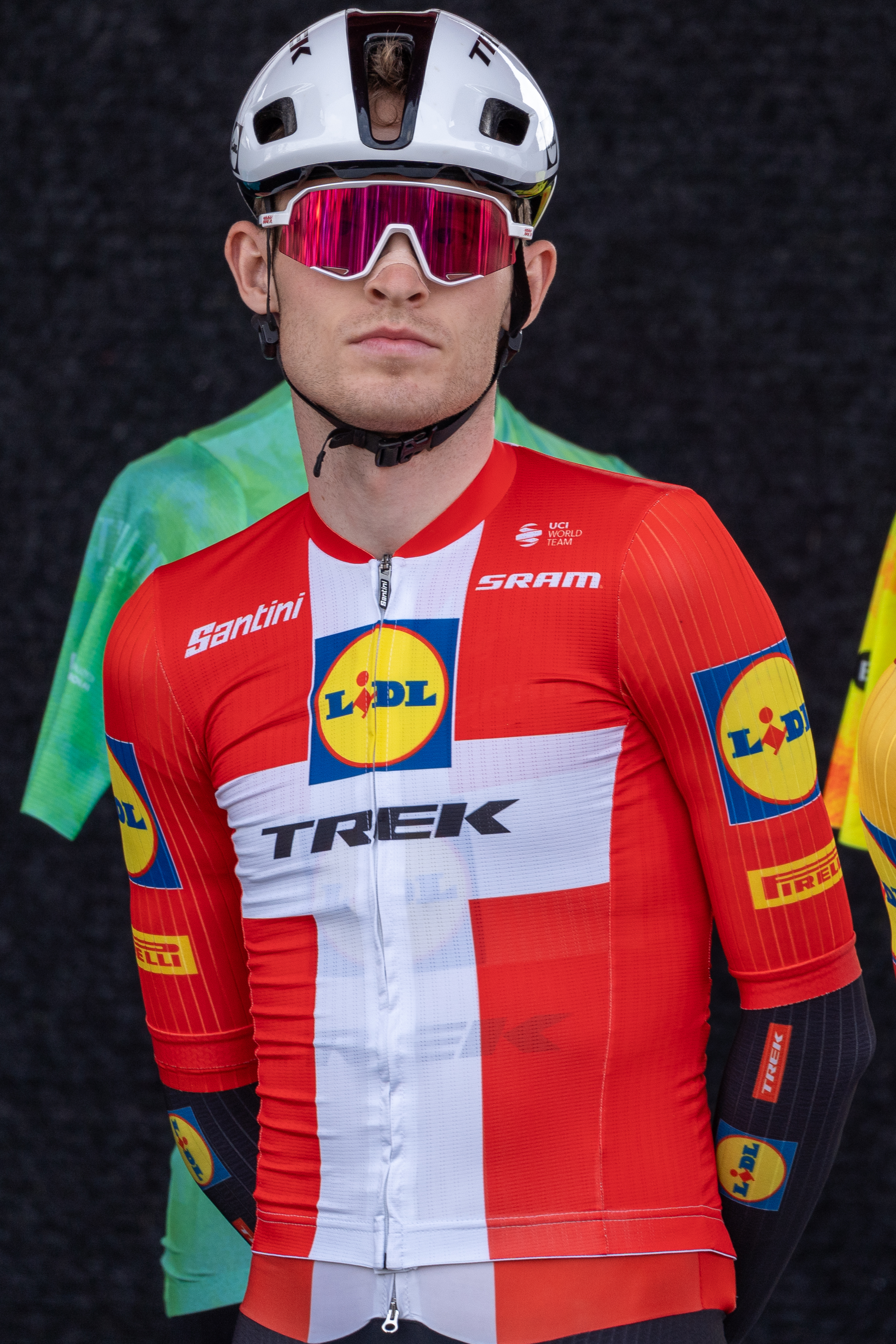
Mattias Skjelmose Jensen won in 2023

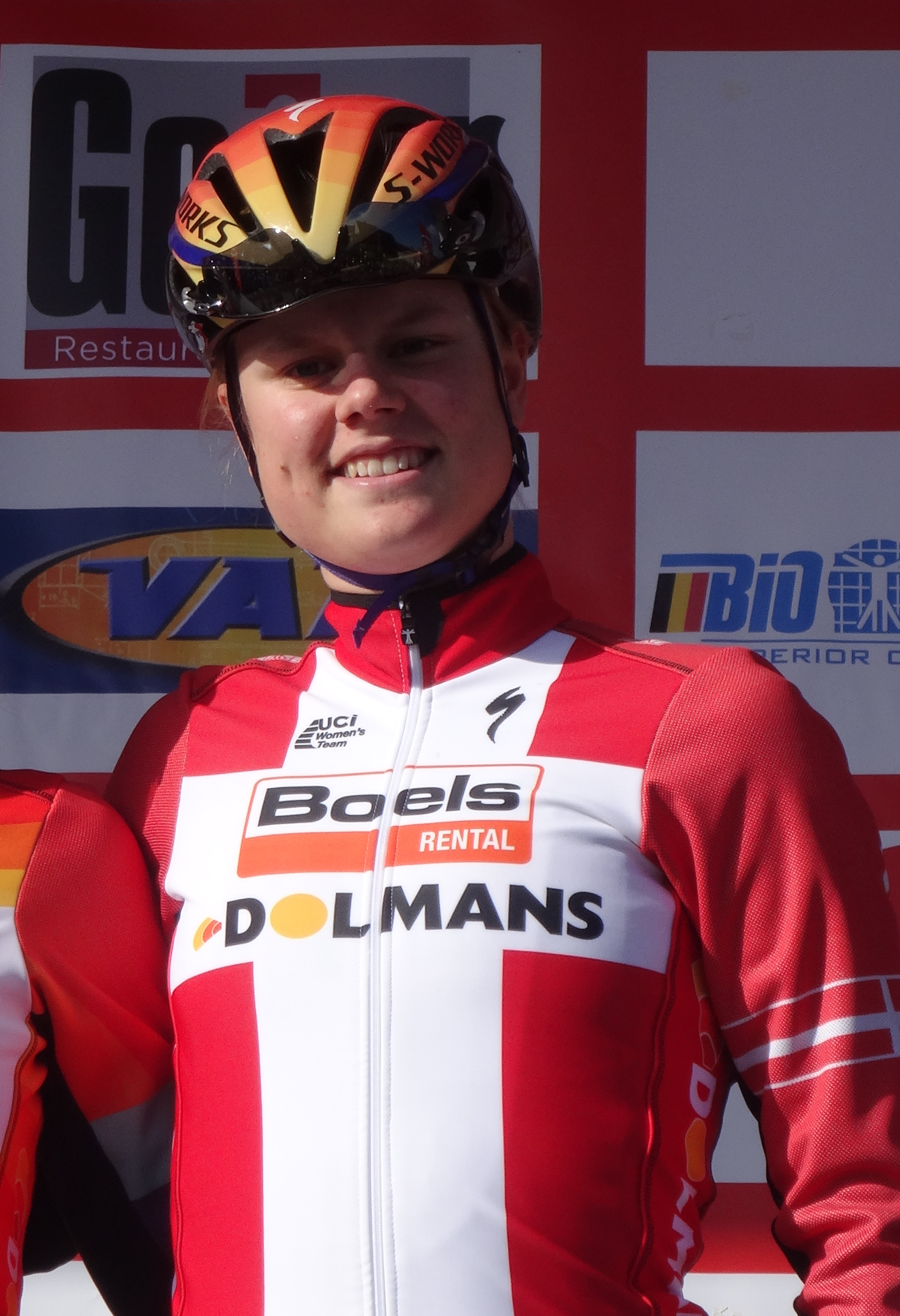
Amalie Dideriksen won in 2014, 2015, 2018, 2019 en 2021

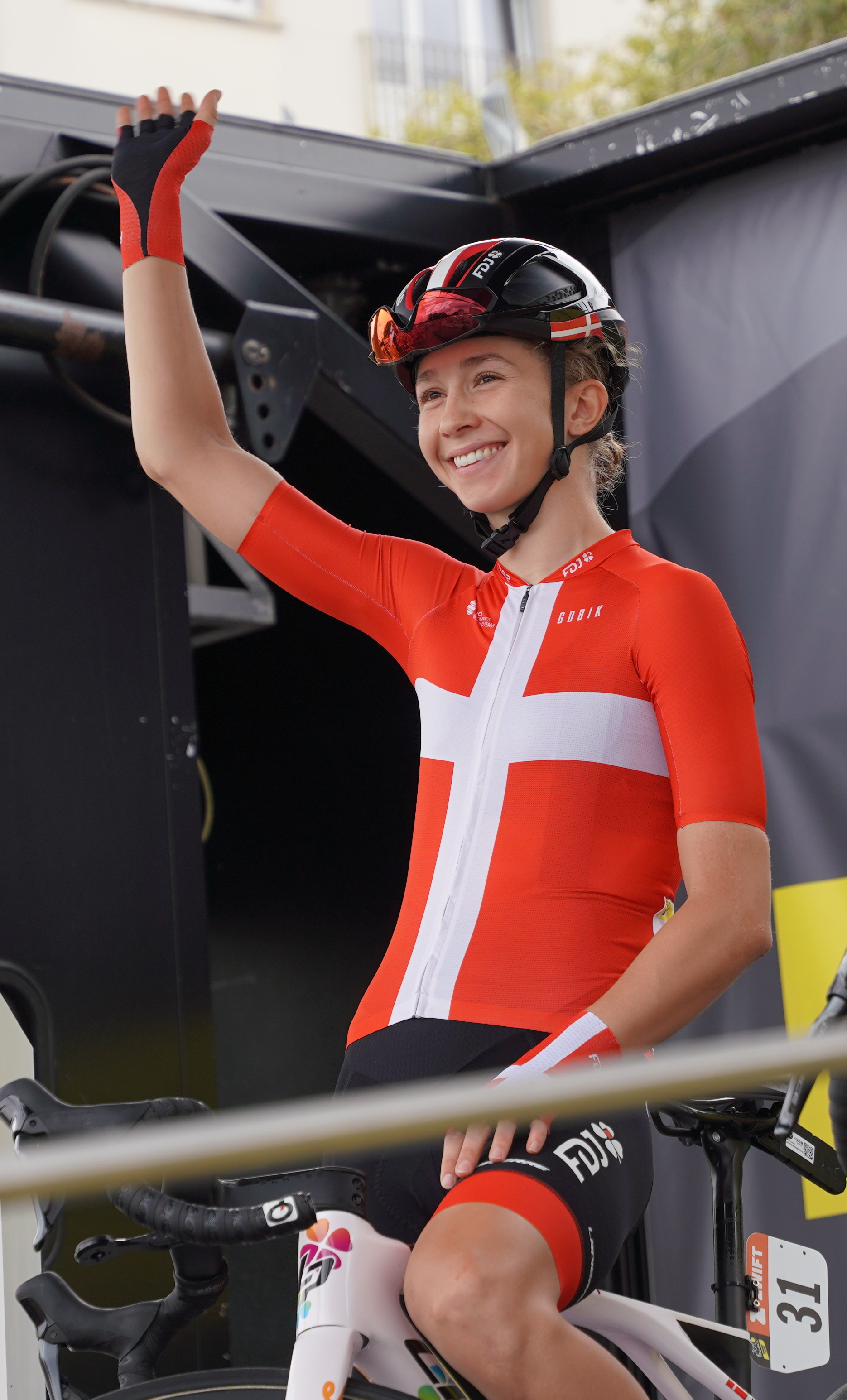
Cecilie Uttrup Ludwig won in 2022

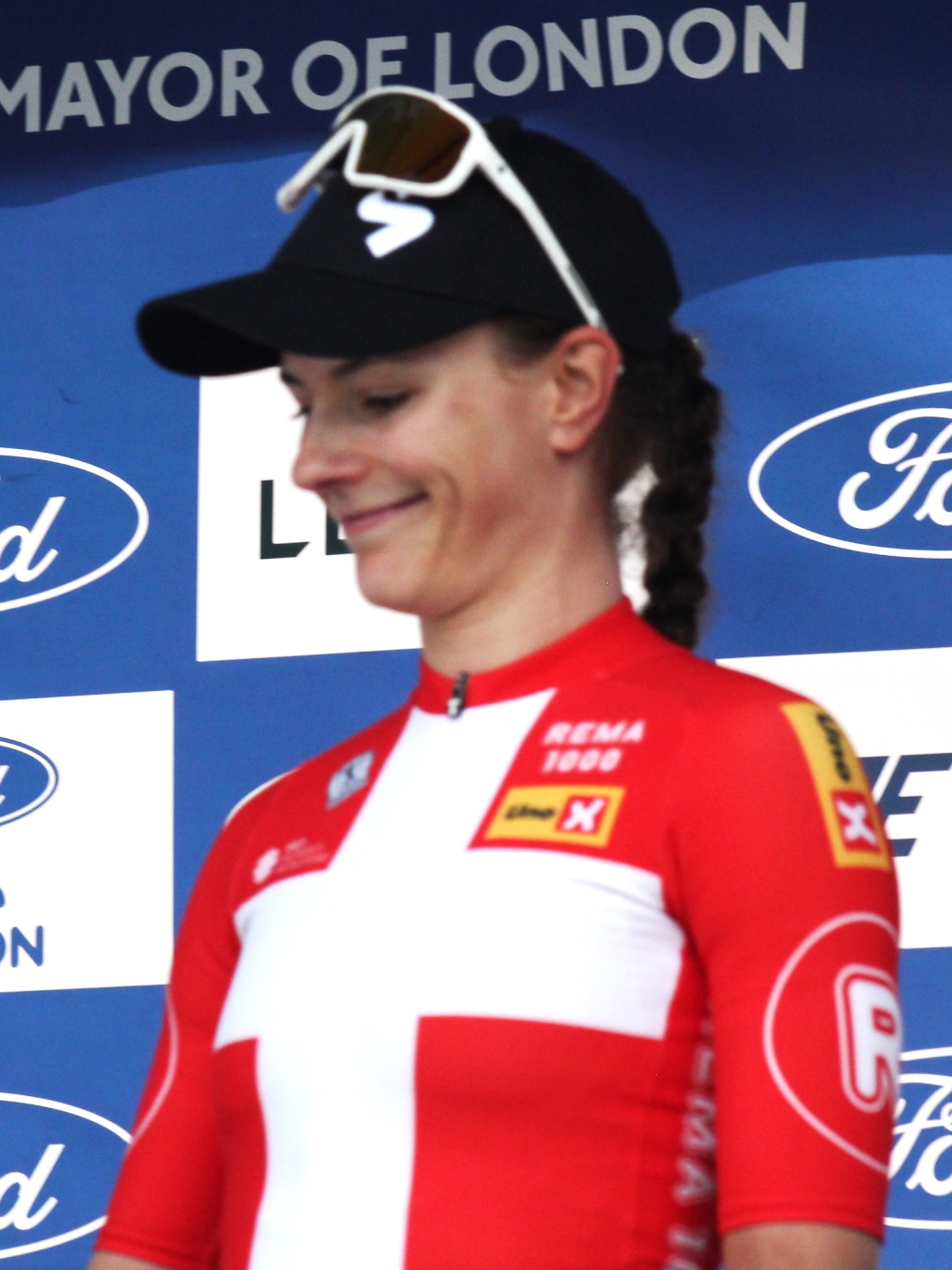
Rebecca Koerner won in 2023

| Jaar | Goud                        | Zilver                      | Brons                       |
| ---- | --------------------------- | --------------------------- | --------------------------- |
| 1986 | Rolf Sørensen               | John Carlsen                |                             |
| 1987 | Kim Andersen                | Jørgen Marcussen            | Jesper Skibby               |
| 1988 | Søren Lilholt               | Bjarne Riis                 | Kim Jolin Eriksen           |
| 1989 | Johnny Weltz                | Jesper Skibby               | Per Johnny Pedersen         |
| 1990 | Brian Holm                  | Søren Lilholt               | Alex Pedersen               |
| 1991 | Kampioenschap niet gehouden | Kampioenschap niet gehouden | Kampioenschap niet gehouden |
| 1992 | Alex Pedersen               | Claus Michael Møller        | Lars Michaelsen             |
| 1993 | Kampioenschap niet gehouden | Kampioenschap niet gehouden | Kampioenschap niet gehouden |
| 1994 | Michael Blaudzun            | Marc Strange Jacobsen       | Nicolai Bo Larsen           |
| 1995 | Bjarne Riis                 | Brian Holm                  | Peter Meinert Nielsen       |
| 1996 | Bjarne Riis                 | Bo Hamburger                | Jesper Skibby               |
| 1997 | Nicolai Bo Larsen           | Lars Michaelsen             | Rolf Sørensen               |
| 1998 | Frank Høj                   | Bo Hamburger                | Michael Sandstød            |
| 1999 | Nicolai Bo Larsen           | Mikael Holst Kyneb          | Jacob Moe Rasmussen         |
| 2000 | Bo Hamburger                | Nicolai Bo Larsen           | Rolf Sørensen               |
| 2001 | Jakob Piil                  | Nicolai Bo Larsen           | Michael Blaudzun            |
| 2002 | Michael Sandstød            | Michael Blaudzun            | Bo Hamburger                |
| 2003 | Nicki Sørensen              | Allan Johansen              | Bo Hamburger                |
| 2004 | Michael Blaudzun            | Stig Dam                    | Matti Breschel              |
| 2005 | Lars Bak                    | Lars Michaelsen             | Matti Breschel              |
| 2006 | Allan Johansen              | Jacob Moe Rasmussen         | Troels Rønning Vinther      |
| 2007 | Alex Rasmussen              | Jacob Moe Rasmussen         | Jonas Aaen Jørgensen        |
| 2008 | Nicki Sørensen              | Matti Breschel              | Jens-Erik Madsen            |
| 2009 | Matti Breschel              | Chris Anker Sørensen        | Frank Høj                   |
| 2010 | Nicki Sørensen              | Lars Bak                    | Anders Lund                 |
| 2011 | Nicki Sørensen              | Martin Mortensen            | Michael Reihs               |
| 2012 | Sebastian Lander            | Nicki Sørensen              | André Steensen              |
| 2013 | Michael Mørkøv              | Morten Øllegaard            | Casper von Folsach          |
| 2014 | Michael Valgren             | Michael Carbel              | Michael Mørkøv              |
| 2015 | Chris Anker Sørensen        | Martin Mortensen            | Alexander Kamp              |
| 2016 | Alexander Kamp              | Michael Valgren             | Lasse Norman Hansen         |
| 2017 | Mads Pedersen               | Nicolai Brøchner            | Alexander Kamp              |
| 2018 | Michael Mørkøv              | Niklas Larsen               | Michael Carbel              |
| 2019 | Michael Mørkøv              | Kasper Asgreen              | Niklas Larsen               |
| 2020 | Kasper Asgreen              | Andreas Kron                | Michael Mørkøv              |
| 2021 | Mads Würtz Schmidt          | Frederik Wandahl            | Mathias Norsgaard           |
| 2022 | Alexander Kamp              | Mads Pedersen               | Mikkel Frølich Honoré       |
| 2023 | Mattias Skjelmose Jensen    | Magnus Bak Klaris           | Andreas Kron                |
| 2024 | Rasmus Søjberg Pedersen     | Kasper Asgreen              | Frederik Wandahl            |
| 2025 | Søren Kragh Andersen        | Mads Pedersen               | Casper Pedersen             |

### Tijdrit

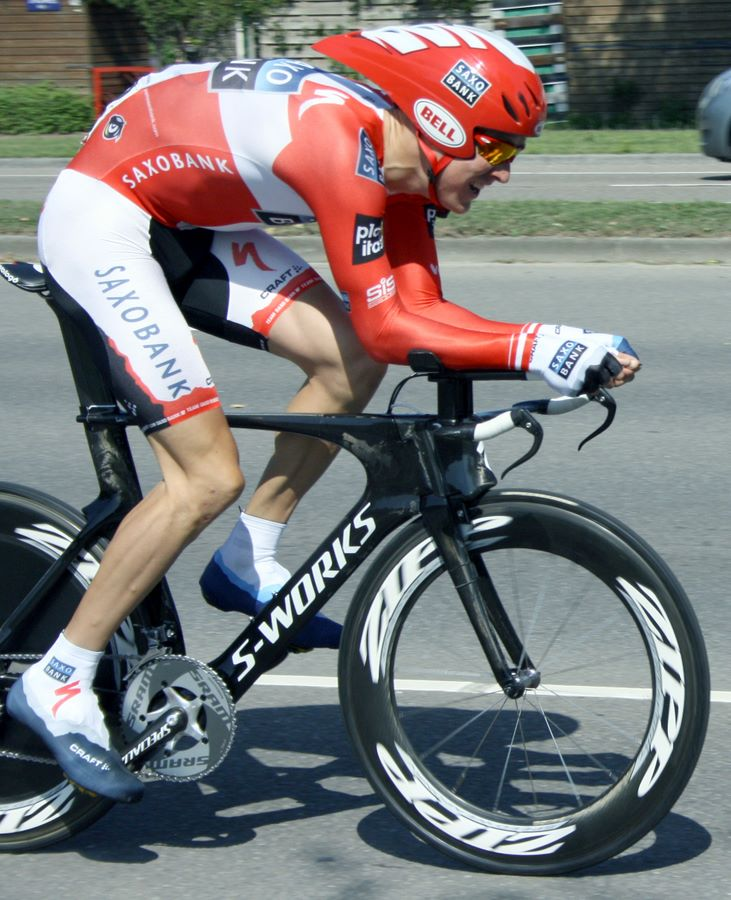
Lars Bak won de tijdrit in 2007, 2008 en 2009

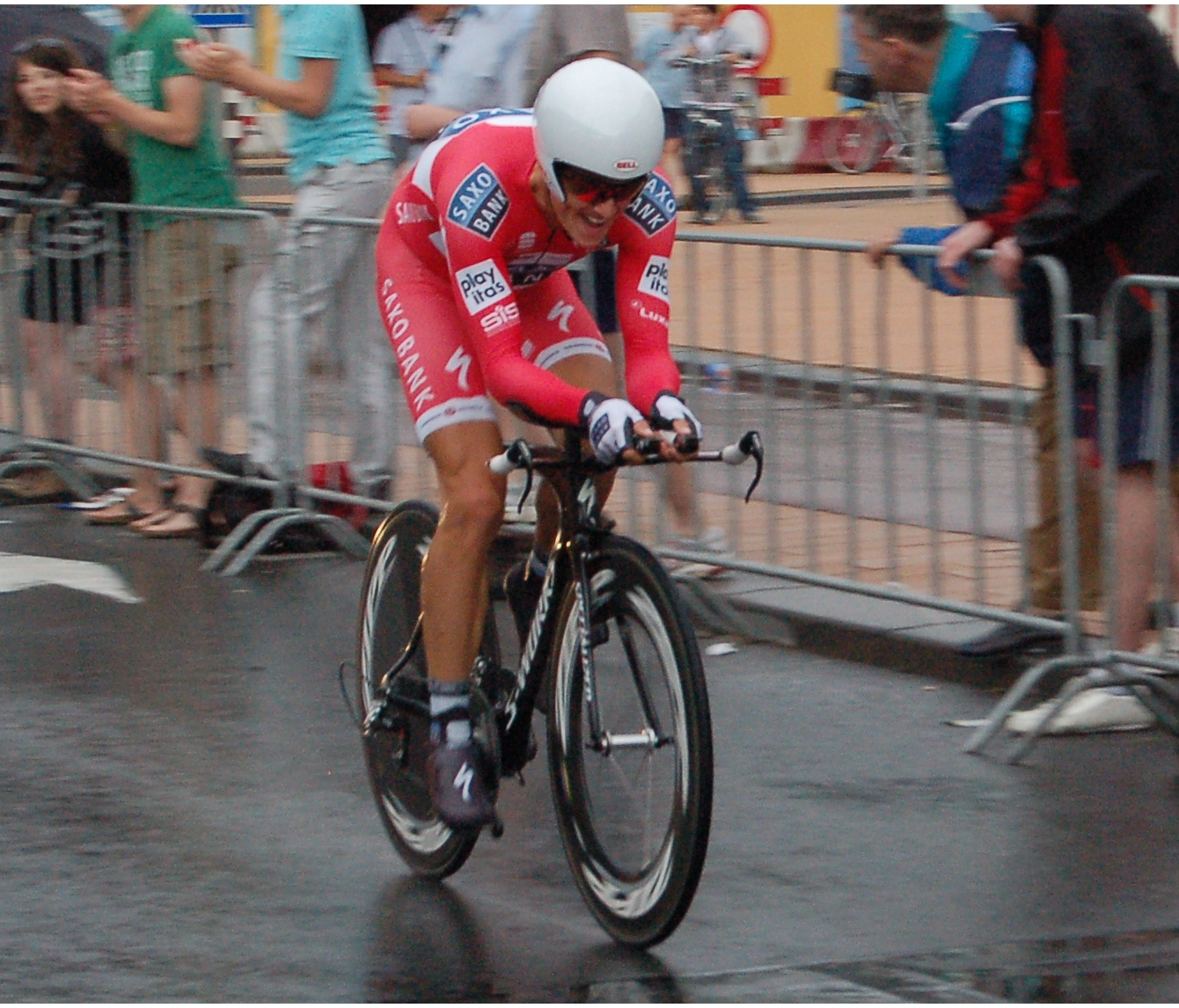
Jakob Fuglsang won in 2010 en 2012

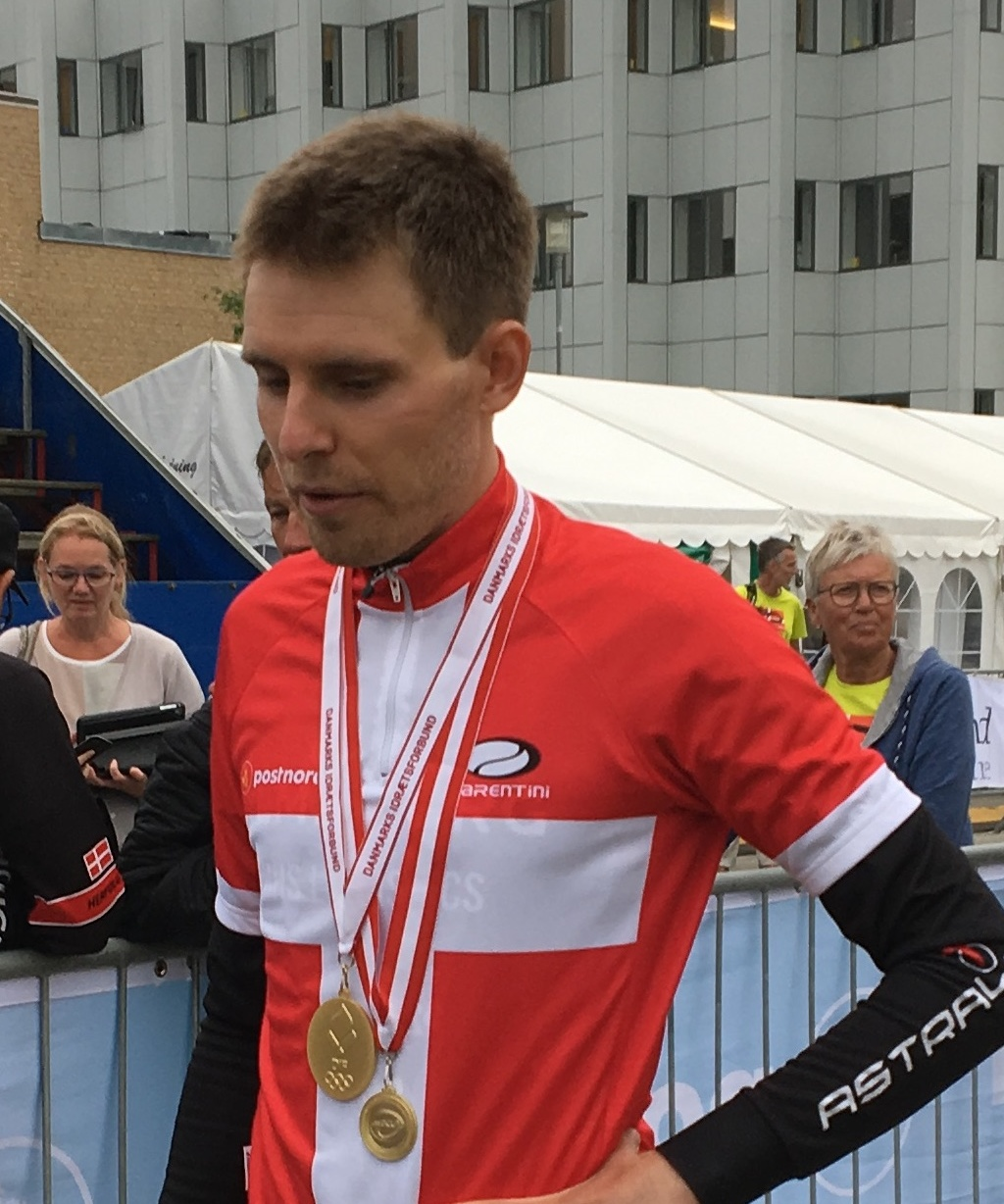
Martin Toft Madsen won in 2016, 2017 en 2018

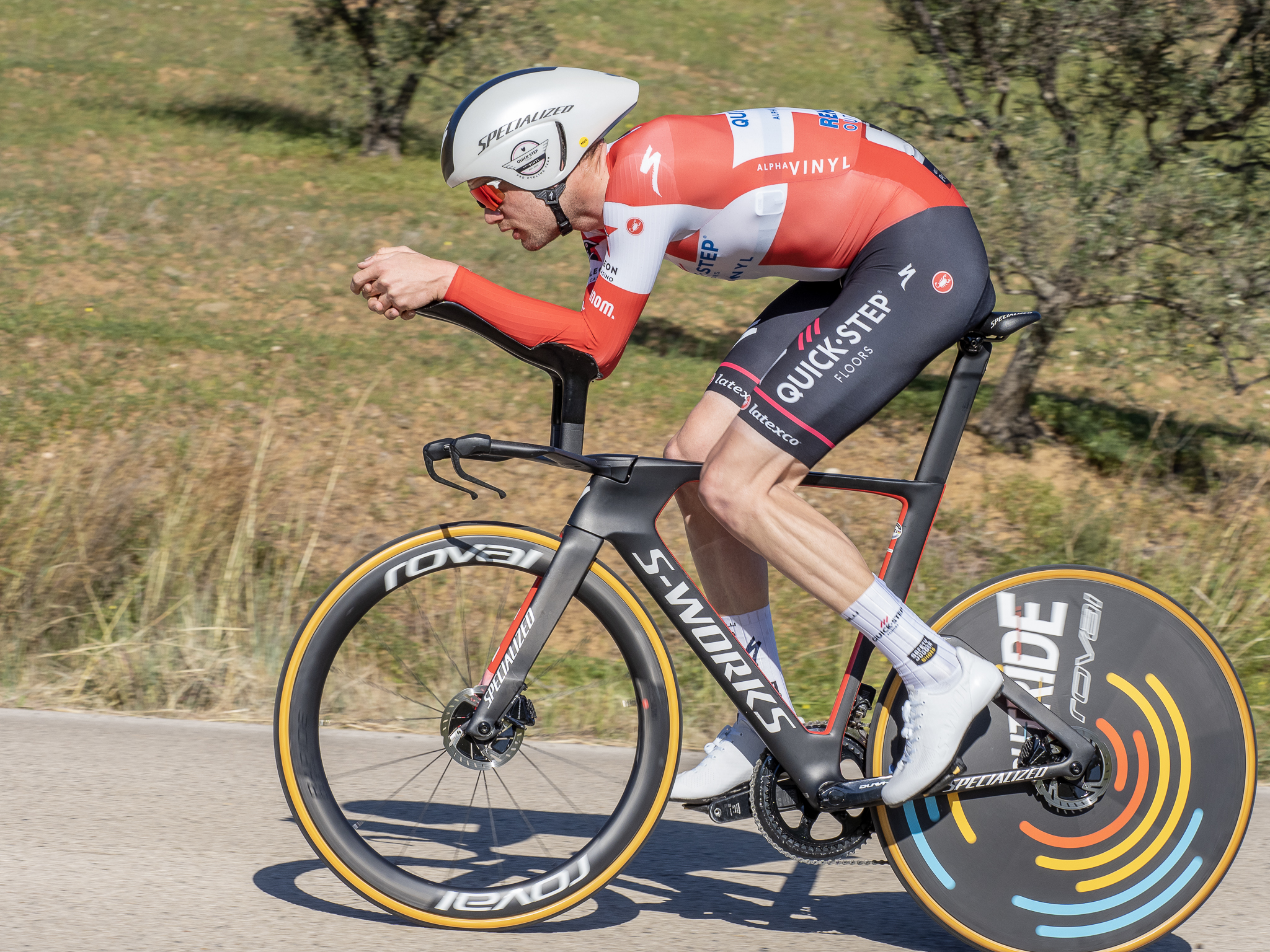
Kasper Asgreen won in 2019, 2020, 2021 en 2023

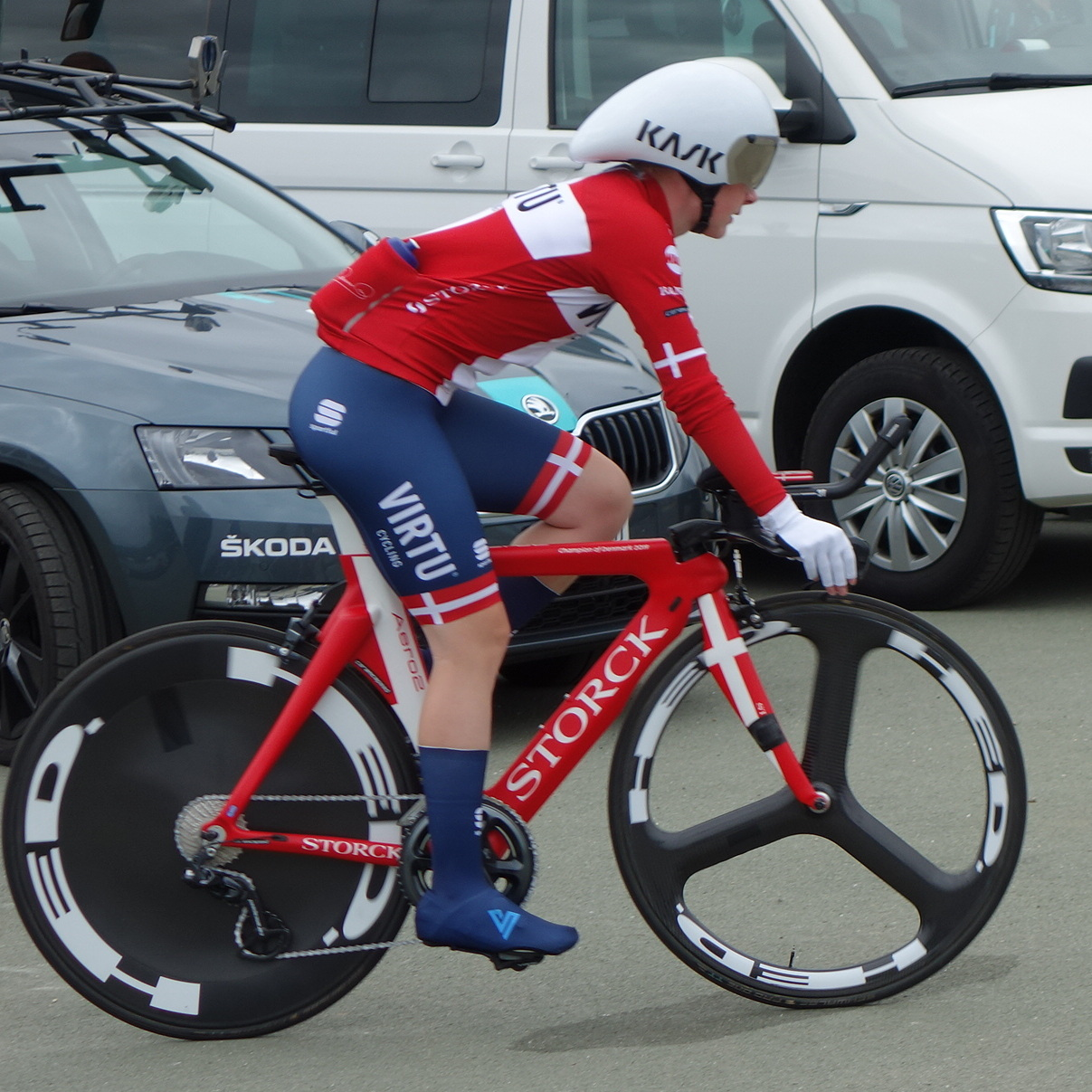
Louise Norman Hansen won de tijdrit in 2019

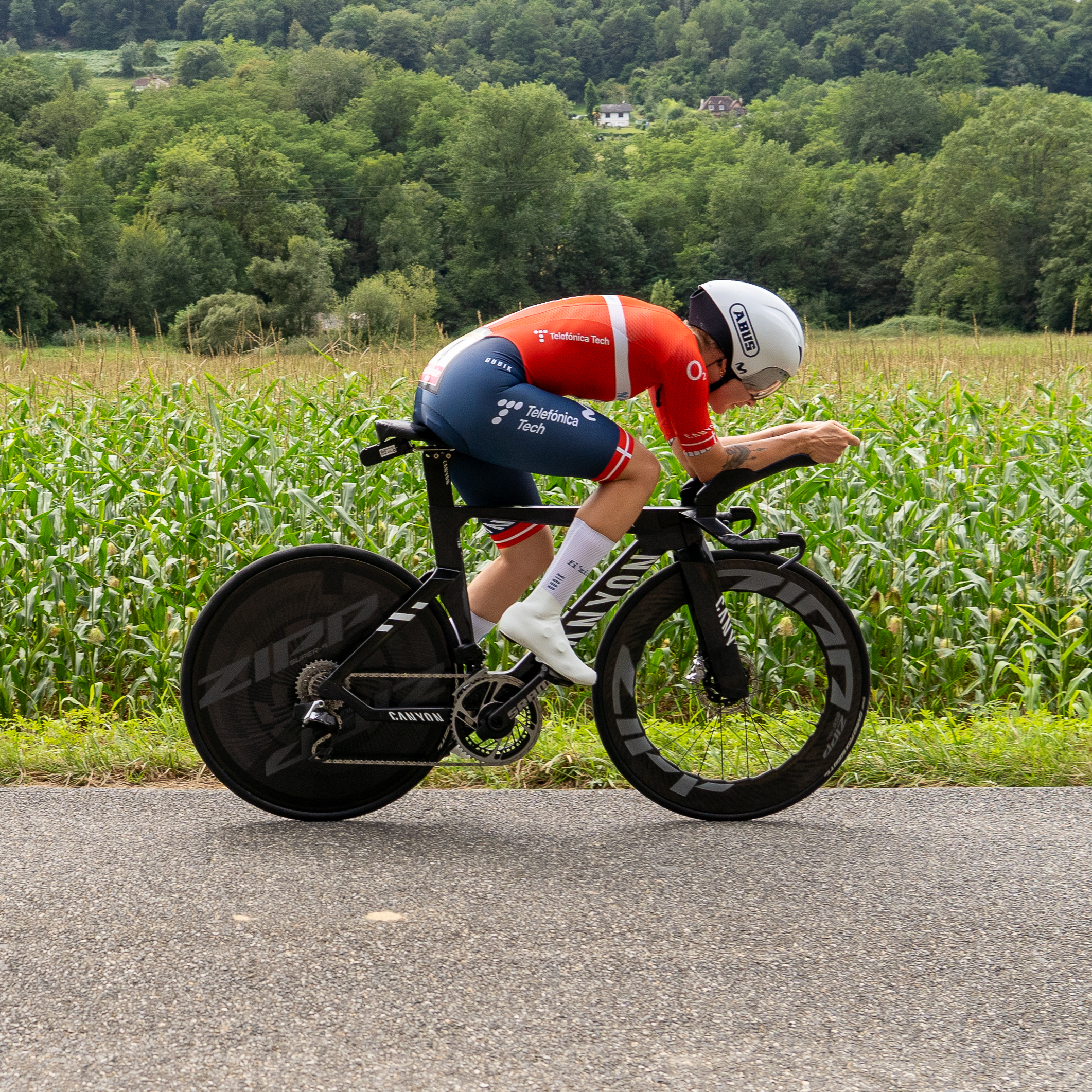
Emma Norsgaard won in 2021, 2022 en 2023

| Jaar | Goud                     | Zilver                   | Brons                    |
| ---- | ------------------------ | ------------------------ | ------------------------ |
| 1987 | Peter Meinert-Nielsen    |                          |                          |
| 1988 | Peter Meinert-Nielsen    |                          |                          |
| 1989 | Peter Meinert-Nielsen    |                          |                          |
| 1990 | Dan Frost                |                          |                          |
| 1991 | Claus Michael Møller     |                          |                          |
| 1992 | Jørgen Bligaard          |                          |                          |
| 1993 | Claus Michael Møller     |                          |                          |
| 1994 | Jan-Bo Petersen          |                          |                          |
| 1995 | Jan-Bo Petersen          |                          |                          |
| 1995 | Jan-Bo Petersen          | Michael Steen Nielsen    | Jimmi Madsen             |
| 1996 | Bjarne Riis              | Jan-Bo Petersen          | Michael Blaudzun         |
| 1997 | Michael Sandstød         | Bjarne Riis              | Peter Meinert-Nielsen    |
| 1998 | Michael Sandstød         | Peter Meinert-Nielsen    | Michael Steen Nielsen    |
| 1999 | Michael Sandstød         | Jesper Skibby            | Michael Steen Nielsen    |
| 2000 | Michael Sandstød         | Michael Blaudzun         | Bekim Christensen        |
| 2001 | Michael Blaudzun         | Jørgen Bo Petersen       | Bjarke Schmidt Nielsen   |
| 2002 | Michael Sandstød         | Lennie Kristensen        | Michael Blaudzun         |
| 2003 | Michael Blaudzun         | Jørgen Bo Petersen       | Brian Vandborg           |
| 2004 | Michael Sandstød         | Frank Høj                | Brian Vandborg           |
| 2005 | Michael Blaudzun         | Brian Vandborg           | Lars Bak                 |
| 2006 | Brian Vandborg           | Jacob Moe Rasmussen      | Allan Johansen           |
| 2007 | Lars Bak                 | Brian Vandborg           | Jacob Kollerup Jensen    |
| 2008 | Lars Bak                 | Frank Høj                | Michael Blaudzun         |
| 2009 | Lars Bak                 | Alex Rasmussen           | Jakob Fuglsang           |
| 2010 | Jakob Fuglsang           | Alex Rasmussen           | Michael Mørkøv           |
| 2011 | Rasmus Quaade            | Jakob Fuglsang           | Mads Christensen         |
| 2012 | Jakob Fuglsang           | André Steensen           | Michael Mørkøv           |
| 2013 | Brian Vandborg           | Rasmus Quaade            | Rasmus Sterobo           |
| 2014 | Rasmus Quaade            | Christopher Juul-Jensen  | Michael Valgren          |
| 2015 | Christopher Juul-Jensen  | Rasmus Quaade            | Mads Würtz Schmidt       |
| 2016 | Martin Toft Madsen       | Michael Valgren          | Kasper Asgreen           |
| 2017 | Martin Toft Madsen       | Kasper Asgreen           | Mikkel Bjerg             |
| 2018 | Martin Toft Madsen       | Mikkel Bjerg             | Rasmus Quaade            |
| 2019 | Kasper Asgreen           | Martin Toft Madsen       | Johan Price-Pejtersen    |
| 2020 | Kasper Asgreen           | Martin Toft Madsen       | Frederik Muff Hansen     |
| 2021 | Kasper Asgreen           | Mikkel Bjerg             | Martin Toft Madsen       |
| 2022 | Mathias Norsgaard        | Magnus Cort              | Mattias Skjelmose Jensen |
| 2023 | Kasper Asgreen           | Mattias Skjelmose Jensen | Mikkel Bjerg             |
| 2024 | Mattias Skjelmose Jensen | Kasper Asgreen           | Mikkel Bjerg             |
| 2025 | Mads Pedersen            | Niklas Larsen            | Kasper Asgreen           |

## Vrouwen

### Wegwedstrijd
| Jaar | Goud                        | Zilver                      | Brons                   |
| ---- | --------------------------- | --------------------------- | ----------------------- |
| 1981 | Helle Sørensen              |                             |                         |
| 1982 | Helle Sørensen              | Bettina Falsing             | Karina Skibby           |
| 1983 | Helle Sørensen              |                             |                         |
| 1984 | Lona Munck                  | Bettina Falsing             | Zita Jesse              |
| 1985 | Karina Skibby               |                             |                         |
| 1986 | Helle Sørensen              |                             |                         |
| 1987 | Helle Sørensen              | Bettina Falsing             | Karina Skibby           |
| 1988 | Hanne Malmberg              | Lona Munck                  | Gitte Hjortflod Jensen  |
| 1989 | Karina Skibby               | Helle Sørensen              | Bettina Falsing         |
| 1990 | Karina Skibby               | Bettina Falsing             | Rikke Sandhøj           |
| 1991 | Karina Skibby               | Lona Munck                  | Sanne Lassen            |
| 1992 | Sanne Schmidt               | Helle Sørensen              | Lona Munck              |
| 1993 | Sanne Schmidt               | Hanne Malmberg              | Helene Søgaard          |
| 1994 | Rikke Sandhøj               | Sanne Schmidt               | Helle Jensen            |
| 1995 | Rikke Sandhøj               | Helle Sørensen              | Lotte Schmidt           |
| 1996 | Helle Sørensen              | Lotte Schmidt               | Sanne Schmidt           |
| 1997 | Rikke Sandhøj               | Lisbeth Simper              | Helle Sørensen          |
| 1998 | Rikke Sandhøj               | Lisbeth Simper              | Lotte Schmidt           |
| 1999 | Ann Svendsgaard-Mathiesen   | Rikke Sandhøj               | Lisbeth Simper          |
| 2000 | Mette Fischer Andreasen     | Linne Lykke Meyer-Nielsen   | Sanne Schmidt           |
| 2001 | Lisbeth Simper              | Pernille Langelund Jakobsen | Lotte Bak               |
| 2002 | Lisbeth Simper              | Vibe Jane Kolding           | Mette Fischer Andreasen |
| 2003 | Lisbeth Simper              | Dorte Rasmussen             | Trine Hansen            |
| 2004 | Pernille Langelund Jakobsen | Dorte Rasmussen             | Mette Fischer Andreasen |
| 2005 | Dorte Rasmussen             | Linda Villumsen             | Janne Bruhn-Henriksen   |
| 2006 | Linda Villumsen             | Mie Becker Lacota           | Dorte Rasmussen         |
| 2007 | Karina Hegelund Nielsen     | Dorte Rasmussen             | Trine Schmidt Hansen    |
| 2008 | Linda Villumsen             | Maja Watt Adamsen           | Iben Bohé Jørgensen     |
| 2009 | Linda Villumsen             | Trine Schmidt Hansen        | Maria Grandt Petersen   |
| 2010 | Annika Langvad              | Christina Siggaard          | Trine Lorentzen         |
| 2011 | Julie Leth                  | Iben Bohé Jørgensen         | Trine Schmidt Hansen    |
| 2012 | Cathrine Grage              | Iben Bohé Jørgensen         | Julie Leth              |
| 2013 | Kamilla Valin               | Rikke Lønne                 | Trine Lorentzen         |
| 2014 | Amalie Dideriksen           | Christina Siggaard          | Julie Leth              |
| 2015 | Amalie Dideriksen           | Betina Cramer               | Christina Siggaard      |
| 2016 | Emma Norsgaard              | Amalie Dideriksen           | Betina Cramer           |
| 2017 | Camilla Møllebro Pedersen   | Trini Andersen              | Louise Holm             |
| 2018 | Amalie Dideriksen           | Emma Norsgaard              | Christina Siggaard      |
| 2019 | Amalie Dideriksen           | Pernille Mathiesen          | Christina Siggaard      |
| 2020 | Emma Norsgaard              | Julie Leth                  | Cecilie Uttrup Ludwig   |
| 2021 | Amalie Dideriksen           | Emma Norsgaard              | Cecilie Uttrup Ludwig   |
| 2022 | Cecilie Uttrup Ludwig       | Emma Norsgaard              | Amalie Dideriksen       |
| 2023 | Rebecca Koerner             | Marie-Louise Hartz Krogager | Amalie Kvist Nybroe     |
| 2024 | Rebecca Koerner             | Amalie Dideriksen           | Emma Norsgaard          |
| 2025 | Alberte Greve               | Amalie Dideriksen           | Solbjørk Minke Anderson |

### Tijdrit
| Jaar | Goud                        | Zilver                      | Brons                       |
| ---- | --------------------------- | --------------------------- | --------------------------- |
| 1982 | Helle Sørensen              |                             |                             |
| 1983 | Kampioenschap niet gehouden | Kampioenschap niet gehouden | Kampioenschap niet gehouden |
| 1984 | Liselotte Pind              |                             |                             |
| 1985 | Karina Skibby               |                             |                             |
| 1986 | Karina Skibby               |                             |                             |
| 1987 | Hanne Malmberg              | Karina Skibby               | Helle Sørensen              |
| 1988 | Hanne Malmberg              | Karina Skibby               | Lona Munck                  |
| 1989 | Hanne Malmberg              | Karina Skibby               | Merete Andersen             |
| 1990 | Hanne Malmberg              | Karina Skibby               | Bettina Falsing             |
| 1991 | Hanne Malmberg              | Karina Skibby               | Ulla Sørensen               |
| 1992 | Hanne Malmberg              | Lone Larsen                 | Lona Munck                  |
| 1993 | Hanne Malmberg              | Lone Larsen                 | Melina Rasmussen            |
| 1994 | Lone Larsen                 | Melina Rasmussen            | Helle Jensen                |
| 1995 | Susanne Nedergaard          | Melina Rasmussen            | Lotte Bak                   |
| 1996 | Lotte Schmidt               | Melina Rasmussen            | Lotte Bak                   |
| 1997 | Helle Sørensen              | Helle Jensen                | Melina Rasmussen            |
| 1998 | Melina Rasmussen            | Lisbeth Simper              | Sanne Schmidt               |
| 1999 | Lisbeth Simper              | Helle Sørensen              | Ann Svendsgaard             |
| 2000 | Lisbeth Simper              | Sanne Schmidt               | Pernille Langelund Jakobsen |
| 2001 | Lisbeth Simper              | Sanne Schmidt               | Lotte Bak                   |
| 2002 | Lisbeth Simper              | Vibe Jane Kolding           | Pernille Langelund Jakobsen |
| 2003 | Lisbeth Simper              | Vibe Jane Kolding           | Christina Peick Andersen    |
| 2004 | Mette Andersen              | Trine Hansen                | Christina Peick Andersen    |
| 2005 | Dorte Rasmussen             | Trine Hansen                | Linda Villumsen             |
| 2006 | Linda Villumsen             | Trine Hansen                | Dorte Rasmussen             |
| 2007 | Trine Schmidt Hansen        | Dorte Rasmussen             | Annette Dam Fialla          |
| 2008 | Linda Villumsen             | Trine Schmidt Hansen        | Maja Watt Adamsen           |
| 2009 | Linda Villumsen             | Trine Schmidt Hansen        | Margriet Kloppenburg        |
| 2010 | Annika Langvad              | Trine Schmidt Hansen        | Maria Grandt Petersen       |
| 2011 | Annika Langvad              | Michelle Lauge Jensen       | Trine Schmidt Hansen        |
| 2012 | Cathrine Grage              | Michelle Lauge Jensen       | Julie Leth                  |
| 2013 | Annika Langvad              | Kamilla Valin               | Julie Leth                  |
| 2014 | Julie Leth                  | Kamilla Valin               | Camilla Møllebro Pedersen   |
| 2015 | Rikke Lønne                 | Camilla Møllebro Pedersen   | Amalie Dideriksen           |
| 2016 | Cecilie Uttrup Ludwig       | Trine Schmidt Hansen        | Kamilla Valin               |
| 2017 | Cecilie Uttrup Ludwig       | Pernille Mathiesen          | Louise Norman Hansen        |
| 2018 | Cecilie Uttrup Ludwig       | Pernille Mathiesen          | Annika Langvad              |
| 2019 | Louise Norman Hansen        | Pernille Mathiesen          | Louise Holm                 |
| 2020 | Amalie Dideriksen           | Trine Schmidt               | Birgitte Andersen           |
| 2021 | Emma Norsgaard              | Louise Houbak               | Cecilie Uttrup Ludwig       |
| 2022 | Emma Norsgaard              | Julie Leth                  | Trine Andersen              |
| 2023 | Emma Norsgaard              | Cecilie Uttrup Ludwig       | Julie Nielsen Maribo        |
| 2024 | Emma Norsgaard              | Rebecca Koerner             | Alberte Greve               |
| 2025 | Rebecca Koerner             | Emma Norsgaard              | Louise Norman Hansen        |